# Korea Open 2003
Die Korea Open 2003 im Badminton fanden vom 8. bis zum 13. April 2003 im Dowon Indoor Stadium in Incheon statt. Das Preisgeld betrug 200.000 US-Dollar. Das Turnier hatte damit einen Fünf-Sterne-Status im World Badminton Grand Prix. Hauptsponsoren des Turniers waren Daekyo und Noonnoppi. 296 Spieler aus 22 Ländern nahmen am Turnier teil, welches von MBC und CCTV im Fernsehen übertragen wurde. Es war die 12. Auflage dieser internationalen Meisterschaften Südkoreas.

## Sieger und Platzierte
| Disziplin    | Gold                       | Silber                        | Bronze                                  |
| ------------ | -------------------------- | ----------------------------- | --------------------------------------- |
| Herreneinzel | Kenneth Jonassen           | Park Tae-sang                 | Anders Boesen                           |
| Herreneinzel | Kenneth Jonassen           | Park Tae-sang                 | Lee Hyun-il                             |
| Dameneinzel  | Mia Audina                 | Wang Chen                     | Pi Hongyan                              |
| Dameneinzel  | Mia Audina                 | Wang Chen                     | Dai Yun                                 |
| Herrendoppel | Ha Tae-kwon Kim Dong-moon  | Lee Dong-soo Yoo Yong-sung    | Tesana Panvisavas Pramote Teerawiwatana |
| Herrendoppel | Ha Tae-kwon Kim Dong-moon  | Lee Dong-soo Yoo Yong-sung    | Patapol Ngernsrisuk Sudket Prapakamol   |
| Damendoppel  | Lee Kyung-won Ra Kyung-min | Ann-Lou Jørgensen Rikke Olsen | Nicole Grether Juliane Schenk           |
| Damendoppel  | Lee Kyung-won Ra Kyung-min | Ann-Lou Jørgensen Rikke Olsen | Hwang Yu-mi Lee Hyo-jung                |
| Mixed        | Kim Dong-moon Ra Kyung-min | Kim Yong-hyun Lee Hyo-jung    | Jonas Rasmussen Rikke Olsen             |
| Mixed        | Kim Dong-moon Ra Kyung-min | Kim Yong-hyun Lee Hyo-jung    | Sudket Prapakamol Saralee Thungthongkam |

## Finalergebnisse
| Disziplin    | Sieger                     | Finalist                      | Ergebnis        |
| ------------ | -------------------------- | ----------------------------- | --------------- |
| Herreneinzel | Kenneth Jonassen           | Park Tae-sang                 | 15-12, 17-15    |
| Dameneinzel  | Mia Audina                 | Wang Chen                     | 11-3 10-13 11-0 |
| Herrendoppel | Ha Tae-kwon Kim Dong-moon  | Lee Dong-soo Yoo Yong-sung    | 15-11 15-6      |
| Damendoppel  | Ra Kyung-min Lee Kyung-won | Ann-Lou Jørgensen Rikke Olsen | 11-5 11-5       |
| Mixed        | Kim Dong-moon Ra Kyung-min | Kim Yong-hyun Lee Hyo-jung    | 11-5 11-4       |